# ヴィルヘルム・ブリュックナー
ヴィルヘルム・ブリュックナー（Wilhelm Brückner、1884年12月11日‐1954年8月18日）は、ドイツの軍人、政治家。アドルフ・ヒトラーの副官。突撃隊（SA）の将軍。突撃隊における最終階級は突撃隊大将（SA-Obergruppenführer）。

## 略歴
バーデン＝バーデン出身。大学に通っていた頃、第一次世界大戦が勃発し、バイエルン砲兵連隊に入隊した。中尉（Oberleutnant）まで昇進。戦後にはエップ義勇軍に入隊してミュンヘンのレーテ共和国の打倒に参加した。その後、大学に入りなおし、フィルム技師となった。

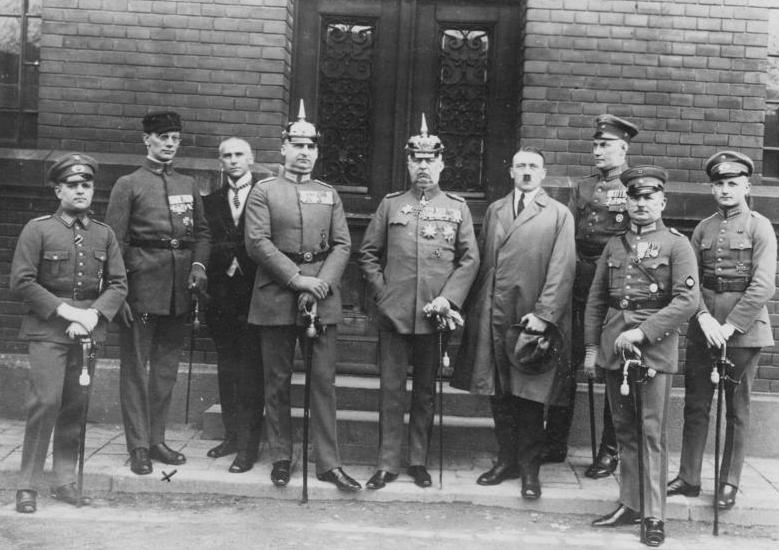
1924年4月1日、ミュンヘン一揆裁判の判決の日。右から三人目がブリュックナー（ヒトラーとレームの間で半身の姿勢を取る人物）

1922年に国家社会主義ドイツ労働者党（ナチ党）に入党した。1923年11月のミュンヘン一揆の際には突撃隊（SA）連隊「ミュンヘン」を指揮して参加した。警察・司法当局から一揆の大物とみなされ、一揆の失敗後にはヒトラーやエーリヒ・ルーデンドルフ将軍とともに共同被告人となった。ブリュックナーは1年半の懲役を受けたが、投獄後すぐに仮釈放されている。
ナチ党再建後に再入党したが、ヒトラーとの意見の不一致から1925年5月1日に党を離れた。しかし1930年9月1日には再入党した。

## ヒトラーの主任副官

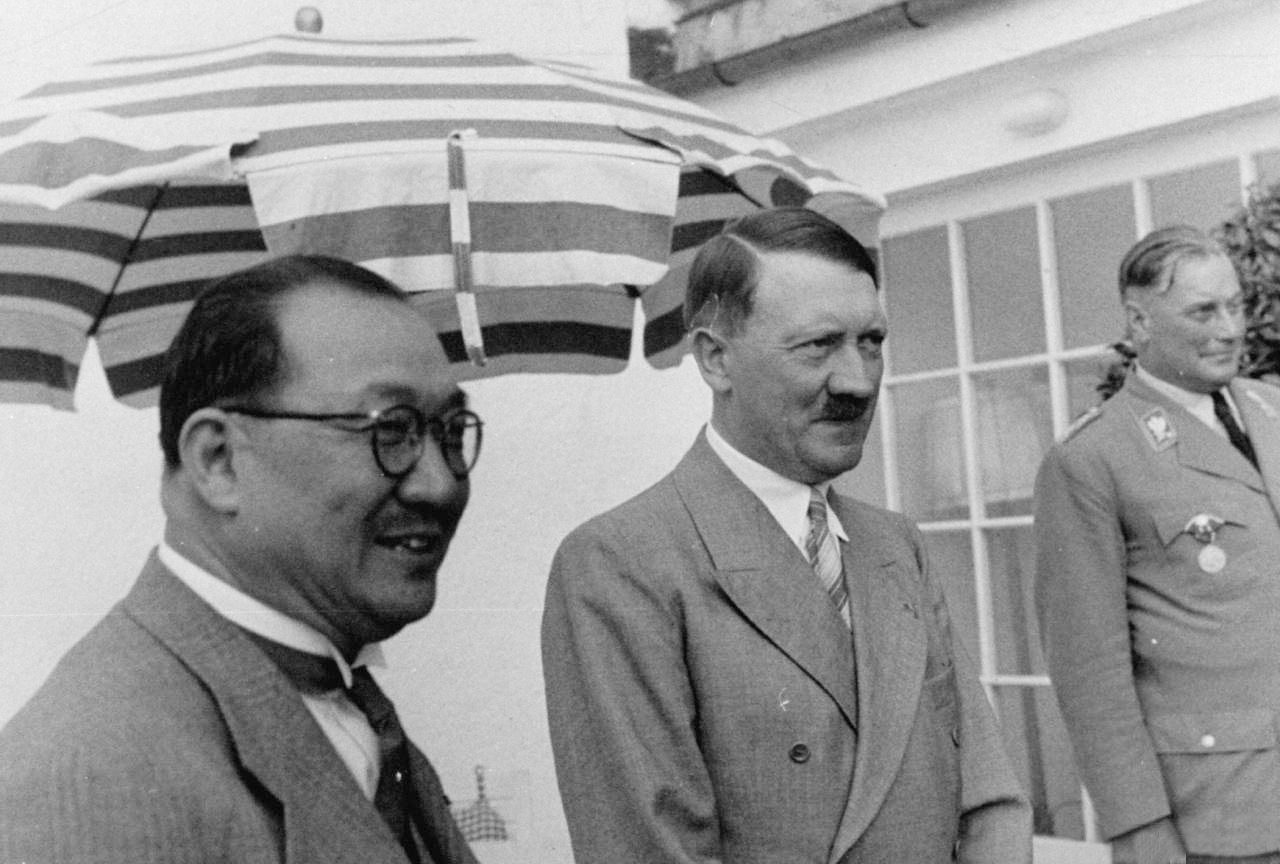
ベルクホーフにおいて孔祥熙と談笑するヒトラーとブリュックナー（右端）（1936年）

1930年8月1日、ブリュックナーはヒトラーの副官に任命され、9月1日には、ナチ党へ復党すると共に突撃隊に再び加わった。（党員番号298,623）
1932年にSA上級大佐に昇進し、1933年にはSA中将、1934年11月9日にはSA大将に昇進した。
1933年からは、ヒトラー内閣の首班となり、1934年2月20日、ヒトラーの主任副官に任命された。ブリュックナーはその親しみやすさから、首相官邸を訪れる客人の間でも人気が高かった。また、1936年からは国会議員となり、同年1月15日にはデトモルトの名誉市民となったが、1945年11月9日に取り消されている。
第二次世界大戦が勃発すると、ブリュックナーは党内での重要性を失う。副官としての権限は尽く軍や親衛隊の副官たちに奪われていた。
1940年、ブリュックナーはヒトラーの決定で主任副官の職を取り上げられた。この原因はイタリア王太子のオーバーザルツベルクへの訪問に際してヒトラーの山荘管理人であるアルトゥール・カンネンベルク（de:Arthur Kannenberg）がマックス・ヴュンシェ（en:Max Wünsche）以下、数名の総統警護隊の親衛隊将校の対応がなっていなかったと抗議。ヒトラーがこれに同意し、ヴュンシェを「ライプシュタンダルテ・アドルフ・ヒトラー」に戻すよう命じた。しかしブリュックナーはヴュンシェをかばい、カンネンベルクを批判した。これにヒトラーが怒り、ブリュックナーも総統の側近くからはずされたのであった。なお正式な解任は1941年4月1日であった。
その後は陸軍に入隊し、大尉（のちに陸軍大佐まで昇進）としてドイツ占領下のフランスで勤務した。
戦後はガソリンスタンドを経営した。1954年8月20日にヘルプスドルフ (de:Herbsdorf) で死去した。

## 栄典

### 軍事の受賞
- 二級鉄十字章
- 戦傷章（金章）
- バイエルン戦功章（1915年3月14日）
  - 4級 王冠剣付(en)
- 前線戦士名誉十字章

### 党及び民事の受賞
- 黄金党員名誉章（1938年1月30日）
- 血盟勲章
  - 第7番
- コーブルク闘争名誉章（1936年）
- ナチ党勤続章
  -  勤続15年銀章
  -  勤続10年銅章
- 古参闘士名誉章
- 1938年3月13日記念メダル
- 1938年10月1日記念メダル
  - プラハ城飾版付
- 1939年3月22日メーメル返還記念メダル
- 突撃隊名誉短剣
- デトモルト名誉市民（1936年1月15日） ― 1945年11月9日に剥奪